# Huub Felix
Jacobus Hubertus ("Huub / Bèr") Felix (Maastricht, 8 april 1895 - Maastricht, 28 juli 1967) was een Nederlands voetballer die als aanvaller speelde.
Felix kwam onder andere uit voor MVV. Hij speelde eenmaal voor het Nederlands voetbalelftal: in de uitwedstrijd tegen Noorwegen op 31 augustus 1919.